# بيكولينات الكروم الثلاثي
 بيكولينات الكروم الثلاثي  (أو ثلاثي بيكولينات الكروم) هو مركب كيميائي له الصيغة Cr(C6H4NO2)3 ، ويكون على شكل بلورات حمراء قانئة. وهو معقد تساندي يستخدم بشكل أساسي للحماية من أو علاج عوز الكروم (نقص الكروم). يحتاج الجسم إلى كميات قليلة من الكروم من أجل أداء الإنسولين في الجسم، إلا أن عوز الكروم نادر جداً، ولوحظ فقط عند المرضى في المستشفيات الذين يخضعون لحمية محددة على المدى الطويل. لم يكتشف وجود أي قاعدة كيميائية حيوية تتطلب وجود الكروم في جسم الإنسان.

## التحضير
يحضر بيكولينات الكروم الثلاثي من تفاعل أملاح الكروم مع حمض البيكولينيك.

## النواحي الصحية
ادعت دراسة أجريت على 15 مريضاً أن بيكولينات الكروم يمكن أن يكون لها أثر مقاوم لمرض الاكتئاب اللانمطي. أتبعت هذه الدراسة بواحدة أخرى على نطاق أوسع، لكنها لم تتمكن من إثبات ذلك الأثر، لكنها أظهرت أن استخدام بيكولينات الكروم يمكن أن يقلل من النهم تجاه الكربوهيدرات، مما يؤدي إلى تنظيم الشهية عند هؤلاء المرضى. أظهرت التحليلات اللاحقة للبيانات المأخوذة لعينة من المرضى في هذه الدراسة بالنسبة للنهم تجاه الكربوهيدرات إمكانية أن المرضى المعالجين باستخدام بيكولينات الكروم أبدوا تحسنا ملحوظا في نسبة الاكتئاب عندهم (مقاسة حسب البند 29 من سلم تصنيف هاميلتون للاكتئاب) بالمقارنة مع أولئك الذين عولجوا بالغفل (بلاسيبو). أبدت دراسة أجريت مؤخراً حول أثر بيكولينات الكروم كمكمل غذائي على تناول الطعام والشبع أن إضافة الكروم كمكمل أدى إلى تناقص النهم تجاه الدهن وليس الكربوهيدرات.
قامت بعض المؤسسات التجارية بالقيام بإعلانات تظهر أن استخدام بيكولينات الكروم يساعد في بناء الجسم بالنسبة للرياضيين وأظهرته كوسيلة لإنقاص الوزن، إلا أن العديد من الدراسات بينت عدم وجود دور لبيكولينات الكروم في نمو العضلات أو فقدان الشحم.
هنالك ادعاءات تقول بأن بيكولينات الكروم يساعد في تخفيض مقاومة الإنسولين خاصة عند مرضى السكري، إلا أن تحليل ميتا للدراسات حول مكملات الكروم أظهر عدم وجود علاقة بين الكروم وتراكيز الغلوكوز أو الإنسولين بالنسبة للناس الأصحاء، لكنها لم تكن حاسمة بالنسبة لمرضى السكري. إلا أن هناك جهات تحدت الدراسة المذكورة آنفاً بحجة أنها استبعدت نتائج مؤثرة. أعطت محاولات متتالية للدراسة نتائج مختلفة، بإحداها لم توجد أي أثر لدى الناس المصابة باختلال تحمل الغلوكوز، في حين أن أخرى وجدت تحسناً لدى المصابين بمقاومة الإنسولين. بينت دراسة أخرى أجريت عام 2009 على بالغين بدينين مصابين بالمتلازمة الأيضية عدم وجود أي أثر مهم للكروم على الحساسية تجاه الإنسولين، ولكن على مستويات الإنسواين قصيرة الأمد المتزايدة، كما لم تلاحظ الدراسة وجود أثر على الوزن أو على نسبة الدهنيات في المصل.
من خلال بحث منشور قام بعملية مراجعة للدراسات السابقة تبين عدم وجود أثر لمكملات الكروم على الناس الأصحاء، ولكن يمكن أن يكون هنالك تحسن في استقلاب الغلوكوز لدى مرضى السكري، على الرغم من تشكيك مؤلفي هذا البحث بأن أثر التحسن يبقى ضعيفاً. على أي حال، فإن الآراء حول هذه الخلاصة بقيت مختلفة، فبحث آخر بين أن البيانات والدراسات السابقة تدعم الكفاءة السريرية لبيكولينات الكروم في معالجة السكري. أعلنت إدارة الأغذية والعقاقير الأمريكية FDA أن العلاقة بين تناول بيكولينات الكروم ومقاومة الإنسولين غير مؤكدة بشكل كبير.
ظهرت آراء أولية حول دور بيكولينات الكروم في التسبب بتخريب الدنا وبحدوث طفرات مقارنة مع غيره من مركبات الكروم ثلاثي التكافؤ. إلا أن هناك نقاشاً يدور حول هذه النتائج. حيث أن هذه الآراء اعتمدت في قسم منها على ذباب الفواكه، حيث يؤدي بيكولينات الكروم إلى حدوث زيغ كروموسومي chromosomal aberrations، ويحد من تطور النسل،  ويسبب العقم وطفرات مميتة.